# Saint-Denis - Porte de Paris (metrostation)
Saint-Denis - Porte de Paris is een station van de metro in Parijs langs metrolijn 13 in de gemeente Saint-Denis.
Het werd geopend in 1976 en gerenoveerd bij de opening van het Stade de France om grote aantallen passagiers tegelijk aan te kunnen. Het biedt ook toegang tot het Centre aquatique olympique.
Noordwestelijke tak:
Les Courtilles · 
Les Agnettes · 
Gabriel Péri · 
Mairie de Clichy · 
Porte de Clichy · 
Brochant

Noordoostelijke tak: Saint-Denis - Université · 
Basilique de Saint-Denis · 
Saint-Denis - Porte de Paris · 
Carrefour Pleyel · 
Mairie de Saint-Ouen · 
Garibaldi · 
Porte de Saint-Ouen · 
Guy Môquet

Gemeenschappelijk: La Fourche · 
Place de Clichy · 
Liège · 
Saint-Lazare · 
Miromesnil · 
Champs-Élysées - Clemenceau · 
Invalides · 
Varenne · 
Saint-François-Xavier · 
Duroc · 
Montparnasse - Bienvenüe · 
Gaîté · 
Pernety · 
Plaisance · 
Porte de Vanves · 
Malakoff - Plateau de Vanves · 
Malakoff - Rue Étienne Dolet · 
Châtillon - Montrouge